# HC Prinsenbeek
Hockey Club Prinsenbeek (HCP) is een Nederlandse hockeyclub uit Prinsenbeek, gemeente Breda.
De club werd opgericht op 1 november 1971 en speelt op Sportpark De Heikant waar ook VV Beek Vooruit is gevestigd. Het eerste heren team komt in het seizoen 2021/22 uit in de Derde klasse van de KNHB, terwijl het eerste dames team uitkomt in de Vierde Klasse. Hockey Club Prinsenbeek heeft 32 jeugdteams en 13 seniorenteams.
Elk jaar vindt met Hemelvaartsdag op HC Prinsenbeek het Global Veterans Tournament plaats. Dit toernooi is op hetzelfde moment als het Breda Jazz Festival in Breda.